# Bypass vascular
El bypass vascular és una de les tècniques quirúrgiques de revascularització, reconstrucció o restauració de la irrigació arterial d'un òrgan o regió anatòmica afectat per l'obstrucció o lesió d'una artèria, i consisteix en la creació d'una desviació o derivació vascular per establir una circumval·lació de l'artèria bloquejada o lesionada, usant segments d'altres vena sobre artèries o fins i tot amb materials sintètics, amb la finalitat de crear un pont per salvar l'obstacle i així restaurar la circulació normal.
És una tècnica alternativa a les altres formes de revascularització com la desviació obstrucció mitjançant endarterectomia o trombolectomia (Veure: angioplàstia), de col·locació de stent o de substitució protèsica in-situ i de reparació mitjançant sutura de les artèries lesionades, quan aquestes tècniques no són possibles de realitzar o no han tingut èxit.

## Tipus de derivacions vasculars
Són bàsicament de dos tipus:
1. Derivacions centrals : al cor i específicament en el seu sistema d'irrigació vascular propi, és a dir les artèries coronàries.
2. Derivacions perifèriques : en qualsevol estructura vascular perifèrica com les artèries de les extremitats, o del coll i cap i gots d'òrgans específics com els renals.

### Bypass central o coronari
A la derivació coronària es pren una part d'una altra vena o artèria corporal, un extrem s'uneix a l'artèria aorta per aconseguir aportació de sang i l'altre al sector coronari que es troba més enllà de l'obstrucció.
La primera cirurgia de revascularització coronària es va dur a terme als Estats Units el 2 de maig de 1960, al Col·legi de Medicina Albert Einstein, Bronx Center Hospital Municipal per un equip dirigit pel Dr Robert Goetz i el Dr Michael Rohman, amb l'assistència del Dr Haller Jordània i el Dr Ronald Dee La tècnica va ser perfeccionada anys després pel cirurgià argentí Dr René Favaloro.
La cirurgia de desviació coronària o de revascularització miocardíaca revolucionar el tractament de les complicacions o efectes de l'ateroesclerosi coronària i és la derivació vascular més sovint efectuada.

### Bypass vascular perifèric
Són les derivacions o ponts realitzats en estructures vasculars de coll, extremitats o òrgans. Poden ser mitjançant pròtesis o usant segments de venes extrets del propi pacient o segments criopreservats o de banc. Poden ser in situ, o ponts en la pròpia regió anatòmica de l'artèria afectada, o extranatómicas mitjançant ponts col·locats per fora de la regió anatòmica normal. Les més comunes són:
- Bypass aortofemoral o el femoropoplíteo: ponts entre artèries aorta i femoral o poplítea. per tractar oclusions vasculars en extremitats inferiors.
- Bypass axilofemoral o femorofemoral: entre artèria axil·lar sota femorals, de manera extranatómica, per tractament d'oclusions en extremitats inferiors.
- Derivacions vasculars extracranials/intracranials (EC/IC) en artèries vertebrals, caròtida i subclavia, per restaurar el flux sanguini a una part del teixit cerebral afectada per una artèria bloquejada i prevenir o tractar un accident cerebrovascular o per reparar el dany vascular o malformacions al cervell i al voltant del mateix.
- Derivació vascular renal: per restablir la circulació del ronyó afectada per lesions d'efecte estenòtic o oclusiu d'origen traumàtic o arterio-escleròtic.